# Jordan Mechner
Jordan Mechner, född 4 juni 1964 i New York, är en amerikansk datorspelsutvecklare och manusförfattare. Han är mest känd för att ha skapat Prince of Persia-serien.